# 本羅莽鎮區 (阿肯色州塞維爾縣)
本羅莽鎮區（英語：Ben Lomond Township）是位於美國阿肯色州塞維爾縣的一個行政鎮區。

## 地方資料
本羅莽鎮區的面積為68.88平方千米，當中陸地面積為67.03平方千米，而水域面積為1.85平方千米。根據2010年美國人口普查的數據，當地共有人口233人，而人口密度為每平方千米3.38人。